# Varichina - La vera storia della finta vita di Lorenzo De Santis
Varichina - La vera storia della finta vita di Lorenzo De Santis è un film documentario del 2016 diretto da Mariangela Barbanente e Antonio Palumbo.

## Trama
Il documentario racconta, alternando ricostruzioni di episodi reali a interviste alle persone che lo hanno conosciuto, la vita di Lorenzo De Santis detto Varichina, primo omosessuale dichiarato di Bari.
Nato nel 1938 alle porte del quartiere Libertà, da ragazzino Lorenzo lavora come venditore porta a porta di candeggiante, guadagnandosi il soprannome Varichina; dopo la II Guerra Mondiale adotta comportamenti e vestiari chiassosi che gli valgono il disconoscimento della propria famiglia; costretto a vivere in una squallida mansarda, egli vive di espedienti in una città e in un periodo in cui l'omosessualità non è vista di buon occhio: ogni giorno riceve insulti e scherzi pesantissimi da parte dei cittadini, che talvolta sfociano nella violenza. A confortarlo ci sono le amiche del vicinato che, per nulla dissuase dall'omofobia dei loro uomini, aiutano Varichina a sbarcare il lunario, ricevendo in cambio consigli di moda e stile, nonché il suo affetto incondizionato.
Lorenzo trascorre le sue giornate nei pressi di Piazza Cesare Battisti, vicino l'Ateneo, dove tenta di adescare bei ragazzi e avere con loro rapporti sessuali a pagamento; spesso si innamora di loro, ma questi, non potendo esprimere la propria sessualità, rifiutano la sua corte con metodi a volte violenti. Ogni tanto, Varichina lavora nei bordelli baresi in qualità di segretario e organizzatore di appuntamenti: anche questo mestiere, tuttavia, lo espone a insulti e abusi. Anziché soffrirne, l'uomo addirittura ricerca queste attenzioni negative, provocando i suoi denigratori al grido di "Tutt'ddò avit venì!" ("Tutti quanti, prima o poi, dovrete venire qui" in dialetto barese, con chiara allusione al suo deretano).
Col tempo Varichina diventa un personaggio-simbolo della città, amato e odiato allo stesso modo. Nei primi anni 2000, tuttavia, si ammala gravemente di diabete mellito, che lo porterà all'amputazione dei piedi. Morirà nel 2003 durante un ricovero in una casa di cura, in totale solitudine. Nell'ultima scena l'attore Totò Onnis, che lo interpreta nel cortometraggio, si reca alla tomba del vero Varichina presso il cimitero di Bari, vi depone la parrucca utilizzata per sostenere il ruolo e scrive sulla lapide "Tutt'ddò avit venì!" .

## Produzione
Il film, prodotto dall'Apulia Film Commission nell'ambito del Progetto Memoria 2014, è stato distribuito da Ismaele Film.
Il mediometraggio è stato girato quasi per intero nella città di Bari, di cui si riconoscono il quartiere Libertà, il Lungomare Araldo di Crollalanza, Piazza Cesare Battisti e la zona monumentale del Cimitero Comunale. La scena dello spettacolo di Varichina è stata girata presso il Teatro Van Westerouth della vicina Mola di Bari.

## Riconoscimenti
- Florence Queer Festival di Firenze - Menzione speciale (2016);
- Serile Filmului Gay Festival di Cluj, Romania (2017)- Premio al miglior documentario[5]
- Nastri d'Argento docufilm - Finalista (2017)[6]
- Festival internazionale del cortometraggio Salento Finibus Terrae - vincitore del Premio Safiter (2021)[7]